# Plac Poczdamski (obraz Ernsta Ludwiga Kirchnera)
Plac Poczdamski (niem. Potsdamer Platz) – obraz olejny niemieckiego ekspresjonisty Ernsta Ludwiga Kirchnera, namalowany w 1914 roku, w przededniu wybuchu I wojny światowej, przedstawiający scenę z życia nocnego Berlina – uliczne prostytutki z Placu Poczdamskiego i ich klientelę.
Obraz od 1987 roku znajduje się w zbiorach Neue Nationalgalerie, zaliczając się do najsłynniejszych dzieł w tychże zbiorach.

## Okoliczności powstania – tło obyczajowe
Późną jesienią 1911 roku Kirchner pojechał do Berlina. Tym, co skłoniło go do tego wyjazdu była nie tylko siła przyciągająca wielkiego miasta, ale również zamiar założenia (wspólnie z Maxem Pechsteinem) szkoły malarstwa – Moderner Unterrcht in Malerei – Institut. Jednym z tematów, który go wówczas pociągał, była problematyka nowoczesnej kobiety w wielkim mieście.
W ramach tej problematyki bliżej zainteresował się życiem berlińskich prostytutek.
Dla XIX-wiecznych artystów degradacja płatnej miłości do poziomu „towaru” stała się odbiciem moralnego upadku społeczeństwa mieszczańskiego, a prostytucja – tylko jedną z form pracy w kapitalizmie. W samym Berlinie na przełomie stuleci było 50 000 prostytutek. Prostytucja uliczna w Niemczech, która silnie rozwinęła się w latach poprzedzających wybuch I wojny światowej, dotyczyła w większości rodzin robotniczych przybyłych do Berlina i wpisywała się coraz bardziej w obraz szybko rozwijającej się metropolii. Na Friedrichstraße, Leipziger Straße z przecznicami, Placu Poczdamskim i na Tauentzienstraße można było spotkać liczne prostytutki, gromadzące się w pobliżu barów, kawiarni, nocnych lokali, a na Placu Poczdamskim koło Café Josty. Ponieważ w latach 50. XIX wieku zakazano działalności domów publicznych, prostytutki zmuszone były wyruszyć na ulice w poszukiwaniu klientów. Ponieważ obowiązkiem policji była kontrola i szykanowanie prostytutek, więc prostytucja uliczna oficjalnie nie istniała. Kontrola policji nie była zbyt skuteczna, a prostytutki spacerowały w ekstrawaganckich strojach ulicami Berlina, stając się atrakcją życia stolicy. Taki typ prostytutek znalazł swoje odzwierciedlenie w obrazach Kirchnera.
W latach 1913–1914 artysta namalował szereg obrazów z ulicznymi prostytutkami w roli głównej, aktywnie poszukujących na ulicy swoich klientów. Były to między innymi Ulica, Pięć kobiet na ulicy, Friedrichstraße w Berlinie i Plac Poczdamski, najważniejszy i największy z obrazów, namalowanych pomiędzy rokiem 1913 a wybuchem I wojny światowej. Plac Poczdamski był centrum berlińskiej prostytucji. Ze swym ważnym dworcem kolejowym i otaczającymi go wytwornymi kawiarniami, sklepami oraz przechadzającymi się prostytutkami zyskał miano berlińskiego Babilonu.

Na placu Poczdamskim pojawiają się one [prostytutki] nawet w dzień. Zwłaszcza w godzinach popołudniowych, kiedy kawiarniany ogródek przy Café Josty jest zapełniony, a na samym placu i w perspektywie widocznej Leipziger Straße, panuje ogromny, wielkomiejski zgiełk, gdy plac wypełniają tramwaje, omnibusy, samochody osobowe, dorożki, samochody dostawcze, mężczyźni, kobiety, zadbane dziewczyny i dzieci.

## Opis
Kirchner przedstawił Plac Poczdamski jako niesamowitą scenę nocnego horroru. Na pierwszym planie, na owalnej wysepce drogowej widoczne są dwie niemal naturalnej wielkości prostytutki, oddane jako wydłużone postacie o żółtawych twarzach stojące przodem do widza. Tło obrazu tworzy elewacja dworca Berlin Potsdamer Bahnhof. Otoczenie w stosunku do postaci prostytutek wydaje się być znacznie zmniejszone, a perspektywa pochylona do przodu. To ze względu na zniekształconą perspektywę wysepka drogowa przypomina stromy, nieregularny blok lodu dryfujący na ponurym, zielonym morzu. Wszystkie konwencje ikonograficzne zostały tu złamane, a symbolika tradycji zignorowana. Kolor nadziei, zielony, został tu użyty do określenia patologii; do panienek lekkich obyczajów zbliżają się ukradkiem pozbawieni ludzkiej godności ich klienci, ukazani jako czarne, pozbawione twarzy istoty, zredukowane do poziomu wstrętnego robactwa. Ludzie na Placu Poczdamskim zostali przedstawieni jako jednostki wyalienowane, które przestrzeń dzieli, zamiast łączyć. To alienacja determinuje życie ludzi w wielkim mieście, czyniąc ich twarze odrętwiałymi, pozbawionymi wyrazu maskami, odzierając ich z jakiejkolwiek indywidualności i ludzkich odruchów. Dodatkowo wyizolowanie przypominającej scenę wysepki z prostytutkami odzwierciedla wyalienowanie samego artysty ze społeczeństwa. W tej beznadziejnej metropolii kontakty międzyludzkie zostały zerwane, a seksualność stała się jałowym, nastawionym na konkurencję przedsięwzięciem, pozbawionym związków z transcendentalnym wymiarem egzystencji.

## Technika
„Kirchner odkrył, że wrażenie, jakie wywiera miasto, przedstawia się jako rodzaj „linii dynamicznych”. Są jego obrazy i grafiki, gdzie czysta struktura linii z niemal schematycznymi postaciami, ukazuje jednak najbardziej tętniącą życiem ulicę” – tymi słowami artysta sam podsumował swoje sceny uliczne w wydanej w 1925 roku rozprawie Das Werk. Te „linie dynamiczne” zostały zastosowane i w Placu Poczdamskim, uwidaczniając się zwłaszcza w zestawieniu oddziaływań fizycznych i psychicznych, oddających złożoną sieć relacji międzyludzkich. Perspektywa obrazu została pochylona, a wszystkie formy zyskały ostre krawędzie, zachodzące na kobiety. W Placu Poczdamskim uwidoczniło się nadmierne napięcie wewnętrzne artysty; budynki zostały ukazane jako konglomerat abstrakcyjnych, zgeometryzowanych form: łuki jako półkola, a narożniki domów jako trójkąty. Chodnik przed dworcem został przekształcony w klin, wbijający się w zieloną ulicę, wychodzący z prawej strony niemal wprost na widza. Dzięki pochyleniu perspektywy wszystkie postacie na chodniku, z wyjątkiem dwóch prostytutek na pierwszym planie, zdają się biec razem z budynkami do przodu.
Szerokie, ciemne kontury zakreślają płaszczyzny mające przeważnie kształt litery V. Tworzą one obramowania linii, dodając całej scenerii nerwowego napięcia. W dodatku upiornie lśniąca, dysharmonijna kolorystyka nadaje dziełu agresywny klimat.